# Robert Weyl
Pour les articles homonymes, voir Weyl.
Robert Weyl, né le 22 novembre 1913 à Strasbourg où il est mort le 23 juillet 1997, est un pharmacien et un historien du judaïsme alsacien.

## Biographie
Robert Weyl, est né le 22 novembre 1913 à Strasbourg. Il est le fils d'Isaac Émile Weyl (Westhouse, 30 juillet 1879-Strasbourg, 20 juillet 1948) et de Jeanne Netter (Rosheim, 10 août 1884-Ingwiller, 10 juin 1946).
Robert Weyl fait ses études secondaires à Strasbourg puis à la Faculté des Sciences et à la Faculté de Pharmacie de l'université de Strasbourg. Il est lauréat de la Faculté de Pharmacie.

## Seconde Guerre mondiale
Il participe à la Seconde Guerre mondiale dans une unité combattante. Il est cité à l'ordre de la division.
Après l'armistice en 1940, il est affecté à un hôpital militaire de Carcassonne, dont il est révoqué en application du statut des juifs.
Il continue son activité contre l'Occupant dans des unités paramilitaires mais il est découvert par une mission de Vichy et menacé d'internement.
Un gendarme de Thonon-les-Bains, Paul Gruffat (1909-1956), qui sera déporté à Buchenwald et sera reconnu en 1994 comme Juste parmi les nations, vient avertir Robert Weyl tard un soir de 1942 qu'il doit partir immédiatement, lui trouve un abri, et lui fournit une fausse carte d'identité.
Il prend le nom de Robert Dunoyer et est chargé de diverses missions de liaison à Grenoble et dans l'Ardèche.
Son contact à Annonay (Ardèche) est arrêté et fusillé à Portes-les-Valence (Drôme).
Il participe à la libération du territoire comme officier interprète dans un régiment de Tirailleurs algériens.

## Après la Guerre

### Pharmacien
En 1948, Robert Weyl  fonde la Pharmacie des Halles, à Strasbourg, qu'il conserve jusqu'en 1982. Il  gère parallèlement une pharmacie hospitalière, celle de la Clinique de la Toussaint, jusqu'en 1986.
Robert Weyl épouse Andrée Loeb le 30 août 1948. Ils ont deux enfants: Jean-Philippe et Martine.

### Historien
Robert Weyl entreprend une seconde carrière, de recherche, sur l'histoire et l'archéologie juive en Alsace.
Il est secrétaire général de la Société d'Histoire des Israélites d'Alsace et de Lorraine (SHIAL).
Robert Weyl est décédé à Strasbourg le 23 juillet 1997.

## Publications
- Robert Weyl. Les maladies mycosiques osseuses en Alsace: fréquence et localisations. 1940[6]
- Robert Weyl (pharmacien). Les maladies mycosiques osseuses en Alsace: une mycobacteriacée nouvelle: corynebacterium thermophilum (Sartory). Impr. L. Bonnafous & Fils, 1940[7]
- Robert Weyl. L'imagerie juive d'Alsace (Collection des arts et traditions populaires d'Alsace). Éditions des "Dernières nouvelles d'Alsace, Strasbourg 1979.  (ISBN 2716500347)  (ISBN 9782716500340)[8]

### En collaboration
- Freddy Raphaël et Robert Weyl. Juifs en Alsace. Culture, Société, Histoire, Toulouse, Privat, 1977[9]
- Freddy Raphaël et Robert Weyl. Regards nouveaux sur les Juifs d'Alsace. Strasbourg: Librairie ISTRA, 1980[10]
- Freddy Raphaël et Robert Weyl. Les Juifs d'Alsace entre la France et l'Allemagne (1870-1914), Revue d'Allemagne, 13.3. (July-Sept. 1981):480-94[11]
- Robert Weyl et Marie-Dominique Waton.Découvertes de deux inscriptions hébraïques rue des Juifs à Strasbourg. Cahiers alsaciens d'archéologie, d'art et d'histoire, 1987, t. 30, p. 145-148[12].
- Robert Weyl & Jean Daltroff. Le Cahier de Doléances des Juifs d'Alsace. Revue d'Alsace 109: 65-80, 1983[13]
- Robert Weyl et Isi Rosner. Hassid et Wunderkind. Étude de deux stèles du cimetière d'Ettendorf, 1608 et 1614. Mélanges. Archives Juives, No. 27/1, 1er semestre 1994[14].
- Robert Weyl et Isi Rosner. Richesse artistique et spirituelle des cimetières juifs d'Alsace. Merkaz, 1994[15].

## Distinctions
- Prix Albéric-Rocheron de l'Académie française en 1978 avec Freddy Raphaël pour leur ouvrage Juifs en Alsace - culture, société, histoire.
- Prix Toutain de l'Académie française en 1981 avec Freddy Raphaël pour leur ouvrage Regards nouveaux sur les juifs d'Alsace.